# Outfit7
Outfit7 Limited (произносится А́утфит-сэвн Лими́тед) — словенская транснациональная компания, разработчик и правообладатель игровой медиафраншизы «Talking Tom & Friends», владелец международного бренда «Talking Tom». Основана в 2009 году. Штаб-квартира расположена в Писсури (Республика Кипр). В январе 2017 года Outfit7 Ltd. была продана консорциуму инвесторов из Азии в лице United Luck Group Holdings Limited и с января 2017 года принадлежит китайскому производителю химической продукции Zhejiang Jinke Entertainment Culture.
По состоянию на 11 июля 2019 года компания выпустила 22  приложения бренда «Talking Tom & Friends». Компании также принадлежат права на одноимённые франшизу и мультсериал.

## История и деятельность
Компанию Outfit7 как частную основали супруги Иза и Само Логины в 2009 году в Любляне, Словения, а в 2010 году штаб-квартира была перемещена в Лондон, и уже в Лондоне владельцы сразу же приступили к разработке игры «Говорящий Том» (англ. Talking Tom). 29 ноября 2010 года компания провела анонс игры. 10 января 2011 года она выпустила её на iOS (начиная с шестой версии), а с 17 февраля 2012 года — и на Android. Игра очень быстро обрела невероятную популярность — спустя 19 месяцев после её добавления в Apple iOS App Store она набрала 300 миллионов скачиваний по всему миру. В 2011 году она выпустила новые игры из серии «Говорящий Том и друзья» — «Говорящий Джинджер», «Говорящий Том 2», «Говорящий Бен» и «Говорящий Пьер». В 2012 году компания выпустила новые игры — «Новости Говорящих Тома и Бена», «Любовные письма Тома» и «Том любит Анджелу», а в декабре этого же года на iOS — «Говорящая Анджела» (в январе 2013 года она вышла на Android). По состоянию на 20 февраля 2015 года «Говорящая Анджела» набрала 57 миллионов скачиваний по всему миру. Также в 2013 году на iOS вышло продолжение игры «Говорящий Джинджер» — «Говорящий Джинджер 2», изначально называвшееся «День рождения Говорящего Джинджера».
В 2013—2014 годах были выпущены на данный момент самые популярные в мире игры серии — «Мой Говорящий Том» и «Моя Говорящая Анджела», предлагающие игроку ухаживать за героями и выращивать их.
В 2015 году Outfit7 выпустила ещё три игры из серии — «Talking Tom for Messenger» в марте (в настоящее время удалена), «Аквабайк Говорящего Тома» в октябре и «Говорящий Том: бабл-шутер» в декабре. В июле 2016-го разработана девятнадцатая игра — «Говорящий Том: бег за золотом.
В январе 2017 года была выпущена игра «Мой Говорящий Хэнк». В июле этого же года была выпущена игра «Бассейн Говорящего Тома», а в 2018 году компания выпустила игры «Мой Говорящий Том 2» «Говорящий Том: водная битва» и «Аквабайк Говорящего Тома 2».
В 2019 году была выпущена новая игра «Говорящий Том: погоня героев». Летом 2020 года была выпущена игра «Мой Говорящий Том: друзья».
В 2021 году  выпустили игру «Моя Говорящая Анджела 2».
В 2022 году была выпущена новая игра серии «Talking Tom and Friends» под названием «Говорящий Том: гонка на время».

## Другая продукция (Продукция Outfit7)

### Музыкальные видео
12 июня 2012 года на YouTube был опубликован любовный сингл-видеоклип Говорящего Тома и Говорящей Анджелы «You Get Me», записанный Outfit7 совместно с Walt Disney Records и Hollywood Records. По состоянию на август 2017 года он набрал более 325 миллионов просмотров на YouTube. Чуть позже, в декабре 2012 года, Говорящая Анджела исполнила своё первое соло «That’s Falling in Love», выпущенное с игрой «Talking Angela». 8 февраля 2018 была выпущена оригинальная музыка под названием «Stand By Me».

### Веб-мультсериалы
С мая по август 2012 года компания Outfit7 в партнерстве с Disney Interactive Studios выпустила первый анимационный веб-сериал под названием «Talking Friends» (рус. Говорящие друзья), а 23 декабря 2014 года на YouTube был опубликован пилотный выпуск второго веб-сериала «Talking Tom and Friends» (рус. Говорящий Том и друзья) (сам же веб-мультсериал был запущен только 30 апреля 2015 года — снова на YouTube). Трансляция мультсериала «Говорящий Том и друзья» осуществляется на британском подразделении телеканала Boomerang с сентября 2016 года. На российском телевидении сериал транслируется по каналу «Карусель».
Также компания Outfit7 выпускает сериалы:
Минимульты Говорящего Тома
Говорящий Том и друзья мини
Говорящий Том: Герои

### Журнал
С декабря 2014 года по сентябрь 2016 года редакцией «Оригами» на территории России, Украины и стран СНГ выпускался детский журнал «Talking Tom и друзья/Говорящий Том и друзья», повествующий о героях этой серии.

### Лицензирование и мерчандайзинг
Outfit7 выпускает лицензированную продукцию (игрушки, одежду и пр.) со знаком своей франшизы «Говорящий Том и друзья».

## Факты
- В июне 2013 года Outfit7 установила рекорд — игры из серии «Talking Tom and Friends» набрали 1 миллиард скачиваний в магазинах приложений во всём мире[13]. В октябре 2015 года количество загрузок составило 3 миллиарда[14], а в июле 2016-го — 4,5 миллиарда[15].
- Игры серии Talking Tom and Friends доступны к скачиванию по всему миру, кроме Ватикана и КНДР[16].